# آنیس مک‌کنزی
آنیس مک‌کنزی (انگلیسی: Aeneas MacKenzie; ۱۵ اوت ۱۸۸۹ – ۲ ژوئن ۱۹۶۲) فیلم‌نامه‌نویس اهل اسکاتلند بود.

## فیلم‌شناسی
- خوارز (۱۹۳۹)
- زندگی خصوصی الیزابت و اسکس (۱۹۳۹)
- They Died with Their Boots On (۱۹۴۱)
- The Navy Comes Through (۱۹۴۲)
- زن شهر (۱۹۴۳)
- The Fighting Seabees (۱۹۴۴۱۹۴۴)
- بوفالو بیل (۱۹۴۴)
- Back to Bataan (۱۹۴۵)
- The Spanish Main (۱۹۴۵)
- عصر وحشت (۱۹۴۹)
- انتقام‌جویان (۱۹۵۰)
- Captain Horatio Hornblower R.N. (۱۹۵۱)
- The Prince Who Was a Thief (۱۹۵۱۱۹۵۱)
- آیوانهو (۱۹۵۲)
- Face to Face (۱۹۵۲)
- Against All Flags (۱۹۵۲)
- L'amante di Paride (Loves of Three Queens) (۱۹۵۴)
- ده فرمان (۱۹۵۶)
- The King's Pirate (۱۹۶۷)